# Xylobium variegatum
Xylobium variegatum är en orkidéart som först beskrevs av Hipólito Ruiz López och Pav., och fick sitt nu gällande namn av Leslie Andrew Garay och Galfrid Clement Keyworth Dunsterville. Xylobium variegatum ingår i släktet Xylobium och familjen orkidéer. Inga underarter finns listade i Catalogue of Life.